# کتابخانه آبراهام لینکلن (ایران)
کتابخانهٔ آبراهام لینکلن کتابخانه‌ای بود که در سال ۱۹۴۸ در تهران تأسیس گشت
این کتابخانه به افتخار آبراهام لینکلن نامگذاری گردید، و در تهران، شیراز، و اصفهان شعبه داشت.
شعبه تهران این کتابخانه در سال ۱۹۷۵ نزدیک به ۱۶٬۰۰۰ کتاب داشت، و در سال ۱۹۷۱ حدود ۳٬۹۵۵ عضو داشت.
این کتابخانه که بخشی از مرکز فرهنگی آمریکا در ایران بود، پس از انقلاب ۱۳۵۷ ایران تعطیل و در اختیار کانون پرورش فکری کودکان و نوجوانان قرار گرفت.